# High Velocity
High Velocity: Mountain Racing Challenge (峠KING・ザ・スピリッツ?, Tōge King: The Spirits) è un videogioco di guida del 1995 sviluppato da Cave e pubblicato da Atlus per Sega Saturn. Il videogioco ha ricevuto un seguito nel 1997, distribuito esclusivamente in Giappone, e nello stesso anno è commercializzato un gioco della serie per PlayStation dal titolo Peak Performance.